# مستحيلية
المستحيلية هي نظرية ماركسية تؤكد على القيمة المحدودة للإصلاحات السياسية والاقتصادية والاجتماعية في ظل الرأسمالية. كعقيدة تعتبر المستحيلية أن متابعة مثل هذه الإصلاحات تؤدي إلى نتائج عكسية تقف في طريق هدف تحقيق الاشتراكية؛ لأنها تعمل على دعم وترسيخ الرأسمالية. ترى المستحيلية أنه لا يجب أن تكون إصلاحات الرأسمالية محورًا رئيسيًا للسياسة الاشتراكية.
يصر مؤيدوا هذه النظرية على أن الاشتراكيين يجب أن يركزوا بشكل أساسي أو حصري على التغييرات الهيكلية (التي يطلق عليها أحيانًا «التغييرات الثورية») للمجتمع بدلًا من القيام بإصلاحات اجتماعية. يجادل المستحيليون بأن العمل الثوري التلقائي هو الطريقة الوحيدة القابلة للتطبيق من أجل إحداث التغييرات الهيكلية اللازمة لبناء الاشتراكية، وهكذا فإن المستحيلية تتناقض مع الأحزاب الاشتراكية الإصلاحية التي تهدف إلى حشد الدعم للاشتراكية من خلال تنفيذ الإصلاحات الاجتماعية الشعبية (مثل دولة الرفاهية)، ولا تتوافق المستحيلية أيضًا مع أولئك الذين يعتقدون أن الاشتراكية يمكن أن تظهر من خلال إصلاحات اقتصادية تدريجية ينفذها حزب سياسي اشتراكي ديمقراطي منتخب.
المستحيلية هي عكس «الإمكانية» و«الفورية». تستند الاحتمالية والفورية على مسار تدريجي لتحقيق الاشتراكية، ورغبة من جانب الاشتراكيين للمساعدة في تحسين الآفات الاجتماعية بشكل فوري من خلال البرامج العملية التي تنفذها المؤسسات القائمة، بما في ذلك النقابات العمالية والسياسة الانتخابية، وبالتالي إلغاء التأكيد على الهدف النهائي لبناء الاقتصاد الاشتراكي. يبرر هذا الموقف بحقيقة أن الاشتراكيين الذين اعتنقوا الإمكانية كانوا مختلفين قليلًا عن الإصلاحيين غير الاشتراكيين في الممارسة العملية. 
ترتبط الحركات المستحيلية أيضًا بمناهضة اللينينية في معارضتها للطليعية والمركزية الديمقراطية.

## أصل المصطلح
تشكّل مفهوم الاستحالة -على الرغم من أنه ليس مصطلحًا محددًا- وتأثر بشدة بالنظري الماركسي الأمريكي دانيال دي ليون، بسبب النظرية التي أسّسها دي ليون قبل بدء اهتمامه بالنقابية. أصبح التركيز بشكل خاص على مسألة ما إذا كان ينبغي للاشتراكيين أن يشاركوا في الحكومة وأن يواصلوا الإصلاحات السياسة التي صبت في مصلحة الطبقة العاملة في ظل الرأسمالية.
في مؤتمر باريس الاشتراكي الدولي الثاني في عام 1900، وصف أولئك الذين فضلوا الدخول في الحكومة بتنازلات ضمنية أنفسهم بـ«الإمكانيين»، بينما وصفهم أولئك الذين عارضوهم (الذين كانوا مع جوليس جويسد) بأنهم «انتهازيون» سياسيون، بالمقابل أطلق المعارضين على الاشتراكيين الثوريين الذين وقفوا ضد الإصلاحات التحسينية والمشاركة في الحكومة القائمة اسم «المستحيلين» لأنهم زعموا أنهم سعوا إلى المستحيل برفضهم المشاركة في حكم الرأسمالية. 
على الرغم من أن روزا لوكسمبورغ لم توصف عادة بأنها مستحيلية، لكنها عارضت كلًا من الإصلاح والطليعية، وأخذت بالمنظور الماركسي الأكثر كلاسيكية بأن الثورة ستكون رد فعل عفوي للتغييرات المادية الأساسية في القوى المنتجة للمجتمع. وبحسب لوكسمبورغ، «لم تسقط الرأسمالية في ظل الإصلاحية، بل على العكس، فقد تعززت بتطوير الإصلاحات الاجتماعية».

## بحسب أعمال كارل ماركس
من المعروف أن كارل ماركس انتقد أهداف الإصلاحية والفورية/الاحتمالية التي دعا إليها الديمقراطيون الاجتماعيون الحديثون في خطابه أمام اللجنة المركزية للرابطة الشيوعية في عام 1850. جادل ماركس بشكل خاص بأن التدابير المصممة لزيادة الأجور، وتحسين ظروف العمل وتوفير مدفوعات الرفاهية ستستخدم لثني الطبقة العاملة عن الاشتراكية والوعي الثوري الذي يعتقد أنه ضروري لتحقيق اقتصاد اشتراكي، وبالتالي سيكون تهديدًا للتغييرات الهيكلية الحقيقية في المجتمع من خلال جعل ظروف العمال في الرأسمالية أكثر تحملًا من خلال برامج الإصلاح والرفاهية.

## المنظمات السياسية المستحيلية
كانت المستحيلية شائعة بشكل خاص في كولومبيا البريطانية في أوائل القرن العشرين من خلال تأثير إي تي كينغيسلي. انتُخب العديد من أعضاء حزب كينغسلي الاشتراكي الكندي لعضوية المجلس التشريعي لكولومبيا البريطانية بين عامي 1901 و1910.  ويقال إنها أساس نظرية وممارسة أقدم حزب ماركسي بريطاني موجود فيها، وهو الحزب الاشتراكي البريطاني (SPGB) الذي تأسس عام 1904، والحركة الاشتراكية العالمية، على الرغم من أنهم يرفضون هذا الوصف.
في الولايات المتحدة، كان يُنظر إلى حزب العمل الاشتراكي الأمريكي لدي ليونيست على أنه «مستحيلي» من قبل معارضيه، وخاصة أعضاء الحزب الاشتراكي الأمريكي الذين يتوجهون للانتخابات. ظهرت منظمة أكثر وعي ذاتي مستحيلي في عام 1920 باسم الحزب البروليتاري الأمريكي، وهي منظمة يرأسها جون كيراتشر الذي ولد في اسكتلندا، وتأثر بشكل مباشر بأفكار الحزب الاشتراكي الكندي، والحزب الاشتراكي البريطاني.
في فرنسا، اتُّهم جوليس جويسد وحزب العمال الفرنسيين بالمستحيلية.

## المجموعات السياسية
- حزب العمال الفرنسي.
- الحزب البروليتاري الأمريكي.
- الاتحاد الاشتراكي الديمقراطي.
- الحزب الاشتراكي البريطاني.
- الحزب الاشتراكي الكندي.
- الحزب الاشتراكي الكندي (WSM).
- حزب العمل الاشتراكي الأمريكي.
- الحزب الاشتراكي العالمي (أيرلندا).
- الحزب الاشتراكي العالمي للهند.